# 松涛水库
松涛水库位于中国海南省儋州市和白沙县，是南渡江上游一座以灌溉、发电为主要功能的大型水库。工程于1958年7月动工兴建,1970年水库工程竣工。水库控制流域面积1496平方千米，占南渡江流域面积的20.8%。总库容33.45亿立方米，正常库面面积130.5平方千米。水库大坝位于儋州市兰洋镇番雅村以西的亲足口峡谷，主坝为碾压式均质土坝，坝顶长730米，最大坝高80.1米。是海南省最大的水库。